# Pristimantis lutitus
Pristimantis lutitus är en groddjursart som först beskrevs av Lynch 1984.  Pristimantis lutitus ingår i släktet Pristimantis och familjen Strabomantidae. IUCN kategoriserar arten globalt som otillräckligt studerad. Inga underarter finns listade i Catalogue of Life.